# Laura Loomer
Laura Loomer, née le 21 mai 1993 à Tucson (Arizona), est une militante d’extrême droite américaine. Notamment qualifiée de raciste, d’homophobe, de transphobe et d’islamophobe par ses nombreux détracteurs, Laura Loomer, est connue pour ses positions controversées et complotistes (elle a été bannie de plusieurs plateformes de médias sociaux pour discours de haine et désinformation).
Elle est toutefois une figure influente aux États-Unis, sa visibilité médiatique s’accroît lors de son soutien actif de la campagne présidentielle de Donald Trump en vue de l'élection présidentielle de 2024. En septembre de cette année, sa proximité avec Donald Trump provoque des divisions au sein du camp républicain, le parti de Donald Trump.

## Éléments de biographie
Laura Elizabeth Loomer naît le 21 mai 1993 à Tucson, ville de l'Arizona. Elle fait partie d'une famille juive originaire de Floride.
Laura Loomer grandit, avec ses deux frères, en Arizona. Elle fait des études de journalisme à la Barry University, université privée catholique à Miami Shores, en Floride, dont elle sort diplômée en 2015.
Elle milite au sein de plusieurs organisations, dont Project Veritas, Geller Report, The Rebel Media et InfoWars, le site conspirationniste d'Alex Jones. Elle gagne en notoriété après avoir été bannie de nombreuses plateformes de médias sociaux pour avoir enfreint leurs règles, notamment Facebook, Instagram et Twitter, des plateformes de paiement, de location de véhicules et des applications mobiles de livraison de nourriture pour diverses raisons, notamment la violation des politiques sur les discours de haine, en particulier contre les musulmans,, et la publication de fausses informations,. Elle a qualifié l’islam de « cancer », et estimé que les attentats du 11-Septembre sont un « complot interne », affirmant aussi que Joe Biden est responsable de la tentative d’assassinat de Donald Trump. Loomer est également bannie et exclue de plusieurs événements réels, et ses accréditations de presse sont révoquées pour harcèlement et perturbations. Avant la fermeture de son compte, elle a invité son public à la suivre sur sa chaîne Telegram ; et elle a été réintégrée sur Twitter/X , après le rachat de la plateforme par Elon Musk (elle en avait été bannie pour une « attaque raciste » contre une députée musulmane américaine, et elle s’était menottée à la porte d’entrée du bureau de Twitter à New York, diffusant en direct son sort et ses opinions sur la suppression des points de vue « conservateurs » sur le compte Periscope d’un partisan (lui-même un service Twitter).
En avril 2023, plusieurs médias rapportent que Donald Trump souhaiterait embaucher Laura Loomer pour jouer un rôle dans sa campagne en vue de l'élection présidentielle de 2024. Cependant, l'idée est reçue défavorablement par l'équipe de Trump. Une forte résistance a lieu contre son implication dans la campagne et Marjorie Taylor Greene déconseille à Donald Trump d'embaucher une « menteuse avérée »,,. Le projet de l'embaucher est désapprouvé par plusieurs conseillers de Trump et sa codirectrice de campagne adjointe s'y oppose et bloque l'embauche. En août 2023, elle est invitée par Donald Trump à son golf de Bedminster, dans le New Jersey. 
En 2024, Loomer prend la défense de Donald Trump, affirmant au moment de son procès, en avril, qu'il « n’a rien fait de mal ». Elle est présente devant le tribunal pour le soutenir et relaie ses prises de positions agressives à l'égard du juge Juan Merchan ou d'Alvin Bragg. 
Laura Loomer soutient activement la candidature présidentielle de Donald Trump pour 2024. Elle déclare au Washington Post être prête à consacrer tout son temps à aider Trump, affirmant que s'il ne récupérait pas le pouvoir, elle n'aurait plus rien. Trump invite Loomer à Philadelphie pour son débat télévisé du 10 septembre face à Kamala Harris. Le lendemain, elle accompagne l'ancien président aux commémorations des attentats du 11 septembre, bien qu'elle ait précédemment soutenu que ces attaques étaient « un coup monté ». Des sources anonymes proches de la campagne Trump affirment que Loomer a influencé l'ancien président pour qu'il reprenne publiquement diverses théories du complot, telle l'affirmation que Kamala Harris aurait caché ses origines noires et que des migrants haïtiens mangeraient les animaux de compagnie dans l'Ohio. La presse américaine rapporte que Loomer a aussi publié un tweet injurieux envers les Indiens, déclarant que si Harris, d'origine indienne, était élue, « la Maison-Blanche sentirait le curry et les discours seraient pris en charge par un centre d'appels ». Marjorie Taylor Greene en vient à condamner cette remarque comme étant « consternante et extrêmement raciste ». Donald Trump l’a qualifiée d’« « esprit libre » (...)  Je ne contrôle pas Laura. Laura dit ce qu’elle veut ».
En avril 2025, Laura Loomer présente au président Donald Trump, lors d'une réunion dans le Bureau ovale, un dossier d'« opposition research » sur plusieurs membres du Conseil de sécurité nationale qu'elle juge déloyaux. Parmi les accusations qu'elle porte, Loomer cible notamment Alex Wong, adjoint principal du conseiller à la sécurité nationale Mike Waltz, l'accusant sans fondement d'avoir délibérément provoqué la fuite d'une conversation Signal du gouvernement des États-Unis. Elle prétend qu'il s'agirait d'un sabotage orchestré pour le compte de la Chine. À la suite de cette intervention, six membres du personnel sont licenciés.

## Positionnement politique
Laura Loomer est classée à l'extrême droite par le site québécois La Presse.ca. Elle revendique être une « fière islamophobe » et se réjouit publiquement, en juillet 2017, de la mort de plusieurs milliers de migrants en mer Méditerranée. Le mois précédent, alors qu'elle était journaliste du média The Rebel (dirigé par Ezra Levant, l'ancien animateur de Sun News Network) – a pris d'assaut la scène du Delacorte Theater, au motif qu'elle était choquée par le fait que dans la pièce de Shakespeare, Jules César était présenté de manière à clairement évoquer Donald Trump, et, en se basant sur la première moitié du texte de Shakespeare, elle a prétendu que la scène d’assassinat de César était un appel irrévérencieux, et littéral, à assassiner Donald Trump.
En mars 2019, à la suite du massacre de la mosquée de Christchurch en Nouvelle-Zélande, où 51 musulmans ont été assassinés par un nationaliste blanc armé, Loomer a écrit sur la chaine Telegram : « Personne ne fait attention à Christchurch. Surtout pas moi. Je me soucie plus de mes comptes sur les réseaux sociaux et du fait que les Américains sont réduits au silence que de Christchurch. ». 
Elle soutient aussi la thèse complotiste et xénophobe du grand remplacement, et affirme être favorable au nationalisme blanc.

## Théories du complot, mensonge et actions de désinformation
Loomer lance ou fait suivre de nombreuses rumeurs, mensonges et théories du complot. Elle a par exemple faussement prétendu que les fusillades ayant eu lieu dans les écoles de février 2018 à Parkland (Floride), et de mai 2018 à Santa Fe (Texas), avaient été mises en scène, et que l'auteur des fusillades de 2017 à Las Vegas était affilié à l'État islamique,,. Elle a affirmé sur Twitter que des acteurs avaient été utilisés pour la fusillade du lycée de Santa Fe,.
En juillet 2018, Loomer a déclaré qu'un homme arrêté dans le Dakota du Sud avec du matériel de fabrication de bombes et des armes illégales était un « terroriste antifa de gauche »,. Alors qu'au vu de ses activités sur les réseaux sociaux à l'époque, et selon son frère, le tueur était au contraire un conservateur qui méprisait les libéraux et les antifascistes,. Lors des tentatives d'attentats postaux aux États-Unis en octobre 2018, Loomer a faussement déclaré que les attentats étaient une opération « sous fausse bannière » orchestrée par les démocrates,,.
En 2023, Loomer a accusé Casey DeSantis, épouse du candidat à la présidence Ron DeSantis (concurrent de Trump), d'avoir exagéré son cancer du sein pour booster la campagne présidentielle de son mari.
Après l'attaque du Hamas contre Israël d'octobre 2023, Loomer (et d'autres influenceurs américains de droite) ont amplifié une rumeur affirmant que le 13 octobre 2023 devait être une « journée mondiale du djihad ». Cette rumeur a ensuite motivé un propriétaire américain de 71 ans (dans l'Illinois) à tenter de tuer un locataire musulman, et à poignarder à mort son fils de 6 ans.
Après un accident de voiture mortel à Long Beach (Los Angeles) le 14 octobre ayant impliqué un chauffeur Uber, Loomer a déclaré que cet accident était un acte de « terrorisme islamique », affirmant que la police avait reçu à ce sujet un ordre de bâillon. La police a déclaré plus tard qu'il n'y avait « aucune indice montrant que cet incident était un acte de terrorisme ou qu'il était lié aux violences actuelles en Israël »,.
En novembre 2023, Loomer a participé à une étude de l'Atlantic Council (ensuite analysée par Bloomberg) sur les Community Notes de Twitter concernant la désinformation dans la guerre à Gaza depuis 2023, après avoir, le 12 octobre, partagé une vidéo d'une « caravane pro-Hamas » qui avait traversé Londres en criant des insultes racistes, laissant entendre que l'incident était récent. Or cette vidéo datait en fait de mai 2021, et cet évènement avait donné lieu à des arrestations par la police anglaise.
Loomer a aussi tweeté de fausses informations sur l'explosion du pont Rainbow de 2023 à Buffalo, New York. Elle a affirmé que le FBI soupçonnait une attaque terroriste et qu'il pourrait y avoir un « complot djihadiste » lors du défilé de Thanksgiving de Macy's, malgré le fait que le véhicule circulait du côté américain de la frontière et roulait en direction du Canada.
En 2023 et 2024, Loomer a faussement attribué des publications sur les réseaux sociaux à des membres de la famille des juges Arthur Engoron et Juan Merchan (qui tous deux supervisaient des affaires judiciaires impliquant Donald Trump). Loomer a prétendu — à tort — qu'ils avaient demandé l'emprisonnement de Trump sur les réseaux sociaux. Cette désinformation de Loomer a été ensuite utilisée et amplifiée par Trump, pour étayer l'affirmation selon laquelle Engoron et Merchan avaient un point de vue biaisé contre lui,.
En janvier 2024, Loomer a faussement affirmé qu'une tempête hivernale survenue avant le caucus présidentiels républicains de l'Iowa de 2024 avait été artificiellement générée par l'État profond américain, au moyen du système HAARP, pour augmenter les chances électorales de la candidate à la présidence Nikki Haley.
En juillet 2024, elle affirmait, faussement, sur X que « Joe Biden est en train de mourir et que les derniers préparatifs sont en cours pour lui » En septembre 2024, Loomer a fait la promotion du canular de Springfield, dans l'Ohio, sur les mangeurs de chats, en mentant sur le fait que la ville est peuplée de « 20 000 Haïtiens cannibales ».